# 빛가람장성로
빛가람장성로(Bitgaramjangseong-ro)는 전라남도 나주시 다시면 다시 교차로와 광주광역시를 거쳐 장성군 동화면 동화 나들목을 잇는 도로이다. 빛가람장성로라는 이름은 광주의 상징인 빛(光)과 영산강의 물(가람)을 합친 합성어로, 광주와 장성의 행정구역 명칭을 활용한 것이다.

## 연혁
- 2005년 1월 10일 : 금천 ~ 시계간 도로(광주광역시 남구 승촌동 ~ 전라남도 나주시 금천면 석전리) 2.62km 구간 개통[1]
- 2009년 6월 1일 : 지석대교 ~ 월산 교차로(광주광역시 남구 승촌동 ~ 광산구 오산동) 22.1km 구간을 자동차 전용도로로 지정[2]
- 2012년 7월 11일 : 본덕 ~ 임곡간 도로 1공구(광주광역시 광산구 본덕동 ~ 지평동) 8.9km 구간 개통[3]
- 2012년 9월 26일 : 남평우회도로 및 금천 ~ 왕곡간 도로(나주시 왕곡면 장산리 ~ 금천면 석전리) 10.6km 구간 개통[4]
- 2013년 2월 4일 : 본덕 ~ 임곡간 도로 2공구(광주광역시 광산구 지평동 ~ 사호동) 7.6km 구간 개통[5]
- 2014년 12월 30일 : 다사 ~ 왕곡간 도로(나주시 다시면 월태리 ~ 장산리) 8.9km 구간 개통[6]
- 2015년 8월 3일 : 빛가람장성로로 명명[7]

## 주요 경유지
전라남도
- 나주시 (다시면 - 이창동 - 왕곡면 - 이창동 - 영산동 - 금천면)

광주광역시
- 남구 - 광산구

전라남도
- 장성군 동화면

## 노선
- (■): 자동차 전용도로 구간

### 전라남도(광주광역시 이남 지역)
| 이름                          | 접속 노선                                          | 소재지 | 소재지                                             | 비고                                           |
| ----------------------------- | -------------------------------------------------- | ------ | -------------------------------------------------- | ---------------------------------------------- |
| 다시 교차로                   | 국도 제1호선 국가지원지방도 제60호선 (영산로)      | 나주시 | 다시면                                             | 국도 제1호선 구간 국가지원지방도 제60호선 구간 |
| 복암 교차로                   | 백호로                                             | 나주시 | 다시면                                             | 국도 제1호선 구간 국가지원지방도 제60호선 구간 |
| 영산교                        |                                                    | 나주시 | 다시면                                             | 국도 제1호선 구간 국가지원지방도 제60호선 구간 |
|                               | 이창동                                             | 나주시 |                                                    | 국도 제1호선 구간 국가지원지방도 제60호선 구간 |
| 오량교                        |                                                    | 나주시 |                                                    | 국도 제1호선 구간 국가지원지방도 제60호선 구간 |
| 동수 교차로                   | 국도 제23호선 국가지원지방도 제49호선 (나주서부로) | 나주시 | 국도 제1호선 구간 국가지원지방도 제49, 60호선 구간 |                                                |
| 장산1교                       |                                                    | 나주시 | 국도 제1호선 구간 국가지원지방도 제49, 60호선 구간 | 왕곡면                                         |
| 왕곡 교차로                   | 국도 제13호선 (예향로)                             | 나주시 | 국도 제1호선 구간 국가지원지방도 제49, 60호선 구간 | 왕곡면                                         |
| 구산교                        |                                                    | 나주시 | 국도 제1호선 구간 국가지원지방도 제49, 60호선 구간 | 왕곡면                                         |
| 만봉천교                      |                                                    | 나주시 | 국도 제1호선 구간 국가지원지방도 제49, 60호선 구간 | 왕곡면                                         |
|                               | 이창동                                             | 나주시 | 국도 제1호선 구간 국가지원지방도 제49, 60호선 구간 |                                                |
| 부덕 교차로                   | 국도 제23호선 (영나로)                             | 나주시 | 국도 제1호선 구간 국가지원지방도 제49, 60호선 구간 |                                                |
| 부덕 교차로                   | 국도 제23호선 (영나로)                             | 나주시 | 국도 제1호선 구간 국가지원지방도 제49, 60호선 구간 | 영산동                                         |
| 부덕교 봉황천교 옥산교 송림교 |                                                    | 나주시 | 국도 제1호선 구간 국가지원지방도 제49, 60호선 구간 |                                                |
| 남나주 나들목                 | 255호선 강진광주고속도로                           | 나주시 | 국도 제1호선 구간 국가지원지방도 제49, 60호선 구간 |                                                |
| 방축교                        | 국가지원지방도 제58호선                            | 나주시 | 국도 제1호선 구간 국가지원지방도 제49, 60호선 구간 | 금천면                                         |
| 월산교 동악교                 |                                                    | 나주시 | 국도 제1호선 구간 국가지원지방도 제49, 60호선 구간 | 금천면                                         |
| 신천 교차로                   | 금영로 문화로                                      | 나주시 | 국도 제1호선 구간 국가지원지방도 제49, 60호선 구간 | 금천면                                         |
| 석전 교차로 (지하차도)        | 빛가람로                                           | 나주시 | 국도 제1호선 구간 국가지원지방도 제49, 60호선 구간 | 금천면                                         |
| 금천 교차로                   | 국도 제1호선 국가지원지방도 제60호선 (영산로)      | 나주시 | 국도 제1호선 구간 국가지원지방도 제49, 60호선 구간 | 금천면                                         |
| 지석대교                      |                                                    | 나주시 | 국가지원지방도 제49호선 구간                       | 금천면                                         |

### 광주광역시
| 이름                                        | 접속 노선                      | 소재지     | 소재지                                             | 비고                                                       |
| ------------------------------------------- | ------------------------------ | ---------- | -------------------------------------------------- | ---------------------------------------------------------- |
| 지석대교                                    |                                | 광주광역시 | 남구                                               | 국가지원지방도 제49호선 구간                               |
| (이름 없음)                                 | 포충로                         | 광주광역시 | 남구                                               | 국가지원지방도 제49호선 구간 상행 진출 불가 하행 진입 불가 |
| 승용교                                      |                                | 광주광역시 | 남구                                               | 국가지원지방도 제49호선 구간                               |
| 승용교                                      | 광산구                         | 광주광역시 |                                                    | 국가지원지방도 제49호선 구간                               |
| 본덕 나들목                                 | 국도 제13호선 (건재로)         | 광주광역시 |                                                    | 국가지원지방도 제49호선 구간                               |
| 요기교                                      |                                | 광주광역시 |                                                    | 국가지원지방도 제49호선 구간                               |
| 연산 나들목 서광산 나들목                   | 연산로 12호선 무안광주고속도로 | 광주광역시 |                                                    | 국가지원지방도 제49호선 구간                               |
| 평동1교 평동2교 평동3교 평동4교             |                                | 광주광역시 |                                                    | 국가지원지방도 제49호선 구간                               |
| 지평 나들목                                 | 국도 제22호선 (어등대로)       | 광주광역시 |                                                    | 국가지원지방도 제49호선 구간                               |
| 운평교 평림교 죽산1교 죽산2교 황계교 입석교 |                                | 광주광역시 |                                                    | 국가지원지방도 제49호선 구간                               |
| 남광산 나들목                               | 500호선 광주외곽순환고속도로   | 광주광역시 |                                                    | 국가지원지방도 제49호선 구간                               |
| 본량 교차로                                 | 용진로                         | 광주광역시 |                                                    | 국가지원지방도 제49호선 구간                               |
| 선동교                                      |                                | 광주광역시 |                                                    | 국가지원지방도 제49호선 구간                               |
| 용진터널                                    |                                | 광주광역시 | 국가지원지방도 제49호선 구간 연장 1,046m           |                                                            |
| 사호교 봉흥3교 상촌2교                      |                                | 광주광역시 | 국가지원지방도 제49호선 구간                       |                                                            |
| 오산 교차로                                 | 지방도 제734호선 (임곡상촌로)  | 광주광역시 | 국가지원지방도 제49호선 구간 지방도 제734호선 구간 |                                                            |
| 월산 나들목                                 | 지방도 제734호선 (영장로)      | 광주광역시 | 국가지원지방도 제49호선 구간 지방도 제734호선 구간 |                                                            |

### 전라남도(광주광역시이북 지역)
| 이름             | 접속 노선              | 소재지 | 소재지 | 비고                         |
| ---------------- | ---------------------- | ------ | ------ | ---------------------------- |
| 월산 나들목      | 동화로                 | 장성군 | 동화면 | 국가지원지방도 제49호선 구간 |
| 황산마을 교차로  | 금강산로               | 장성군 | 동화면 | 국가지원지방도 제49호선 구간 |
| 동화2교          |                        | 장성군 | 동화면 | 국가지원지방도 제49호선 구간 |
| 동화전자농공단지 | 전자농공단지길         | 장성군 | 동화면 | 국가지원지방도 제49호선 구간 |
| 동화 나들목      | 국도 제24호선 (함장로) | 장성군 | 동화면 | 국가지원지방도 제49호선 구간 |

## 자동차 전용도로 구간
다시 교차로부터 월산 나들목까지 구간은 국토해양부에서 지정한 자동차전용도로 구간이므로 보행자, 자전거 등은 통행할 수 없다. 이륜자동차 (모터사이클 혹은 오토바이)는 긴급자동차(싸이카 및 소방용 모터사이클 등)에 한해 통행이 가능하며, 그 밖의 이륜자동차와 경운기 우마차 트랙터 손수레는 통행할 수 없다.